# Sumidero
Sumidero är ett släkte av mångfotingar. Sumidero ingår i familjen Fuhrmannodesmidae.
Kladogram enligt Catalogue of Life:
| Sumidero | \| \| Sumidero pecki \| \| \| \| \| \| Sumidero sprousei \| \| \| \| \| \| Sumidero sumidero \| \| \| \| |
|          | \| \| Sumidero pecki \| \| \| \| \| \| Sumidero sprousei \| \| \| \| \| \| Sumidero sumidero \| \| \| \| |
|          | Sumidero pecki                                                                                           |
|          | |
|          | Sumidero sprousei                                                                                        |
|          | |
|          | Sumidero sumidero                                                                                        |
|          | |